# Wasserturm Oberhausen

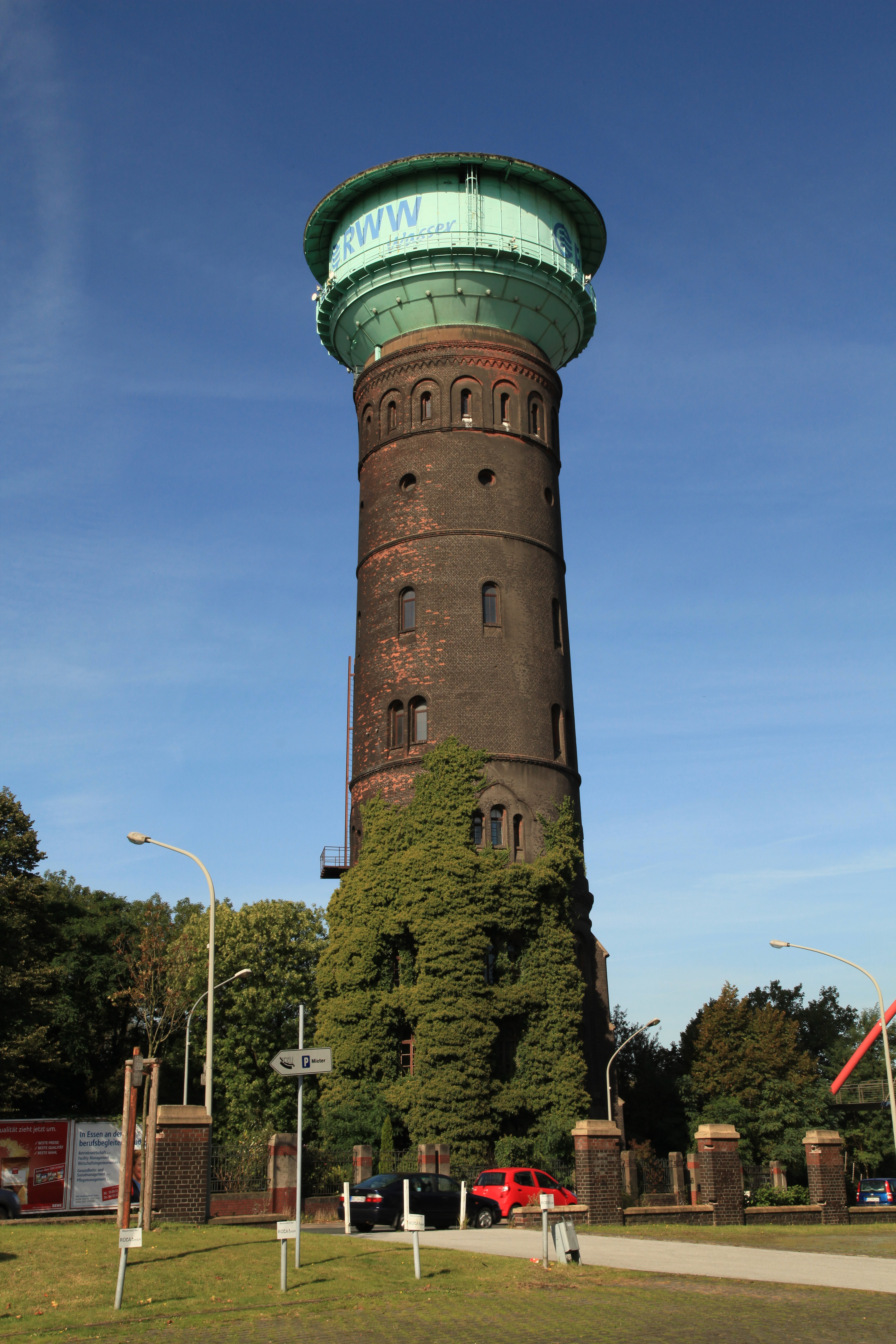
Wasserturm Oberhausen

Der Wasserturm Oberhausen ist ein Wasserturm in der Stadt Oberhausen in Nordrhein-Westfalen, Mülheimer Straße 1.
Der ca. 50 m hohe Turm wurde im Jahr 1897 durch das Montanunternehmen Gutehoffnungshütte (GHH) als Ersatz für seine abgerissenen Wassertürme an der Oberen Marktstraße erbaut. Das Wasser wurde über drei Druckstränge in einen Hochbehälter der Bauart Intze mit 1000 m³ Fassungsvermögen gepumpt, der auf einem runden Schaft aus Backstein-Mauerwerk steht. 1947 wurden die Schäden des Zweiten Weltkriegs behoben, 1965 wurde der damals von der Hüttenwerke Oberhausen AG (HOAG) bzw. der Rheinisch-Westfälischen Wasserwerksgesellschaft (RWW) betriebene Wasserturm stillgelegt. Er steht seit dem 13. März 1985 unter Denkmalschutz und wird heute von einem Vermessungsbüro als Wohn- bzw. Arbeitsraum verwendet.